# Løstrup
Løstrup (tysk Löstrup) er en landsby i det nordlige Tyskland, beliggende få kilometer nordøst for Sørup i Angel i Sydslesvig. Landsbyen er omgivet af Sørup i sydvest, Bjerre i nord, Tingskov i nordøst og Sterup i øst. Nord for byen ligger Skærsbjerg. Administrativt udgjorde Løstrup tidligere en selvstændig kommune, men blev 1970 indlemmet i Sørup kommune. Kommunen rådede 1970 over cirka 754 ha og havde 351 indbyggere. Til Løstrup hører også Iverslund og udflyttergårdene Hoffnungstal/Håbsdal og Hoheluft/Højeluft (fra midten af 1900-tallet). I den danske periode hørte landsbyen under Sørup Sogn (Ny Herred) i Flensborg Amt, Hertugdømmet Slesvig (Sønderjylland). Landsbyen bestod i 1830 af seks gårde og den til Svendsby hørende Norgaard.
Løstrup blev første gang nævnt 1472 som Losstorp. Stednavnets første led løs kan være afledt af glda. løs i betydning af ledig. Det kan være jord, der bliver ledig ved en landbos død (sml. tilsvarende bestemmelser i ældre Västgötalag). Det kan også henvise til et areal, der kun lejlghedvis hører med til en gårds landbrugsareal. Måske var byen tidligere løsrevet fra det store markfælleskab, der udgøres af nabobyerne Sørup, Sørup Skovby og Mølmark.
Ved udfaldsvejen mod Tingskov findes en gravhøj ved navn Gunkeshøj (Gunneshy) eller Kongenshøj (Kongenshy). Til højen knytter sig det slesvigske folkesagn om den formodede heks Gunne, som skulle være brændt her. Stednavnet er dog snarere en sammensætning på glda. Gunni, -kær og-høj. Dog skulle i 1570 faktisk en kvinde ved navn Gunne brændt på Gunkeshøjen. 
Løstrup Å / Vinbæk (eller Løstrup Bæk , på tysk Löstrupau) udspringer nordøst for Løstrup og udmunder efter få kilometer i Søndersøen.